# ヴァセリンズ
ヴァセリンズ（英語: The Vaselines）は、スコットランドのエディンバラで結成されたオルタナティヴ・ロック・バンド。1986年から1990年にかけて活動。ニルヴァーナのカート・コバーンがヴァセリンズのファンであったことから、解散後に再評価された。2008年に再結成し、活動を再開している。

## 来歴
ユージン・ケリー（ボーカル、ギター）とフランシス・マッキー（ボーカル、ギター）の2人によって、1986年に結成。バンド結成時には、両者は交際中だった。ザ・パステルズのスティーヴン・パステルに認められ、1987年、スティーヴンが主宰するインディーズ・レーベル『53rd & 3rd』からデビュー・シングル「サン・オブ・ア・ガン」を発表。その後、ジェイミー・シーナン（ベース）と、ユージンの兄弟であるチャールズ・ケリー（ドラムス）を加えて4人組になり、1988年にセカンド・シングル「ダイイング・フォー・イット」、1989年9月に唯一のオリジナル・アルバム『ダム-ダム』を発表するが、ほどなく解散。
ユージン・ケリーは、BMXバンディッツに参加する一方で、自己のバンドであるキャプテン・アメリカを結成し、ニルヴァーナのツアーのオープニングアクトを務めた。その後商標の問題でユージニアスと改名し2作のアルバムを発表するが、1995年に解散。2003年にソロ・アルバム『マン・アライヴ』を発表。

フランシス・マッキーはペインキラーズやサックルといったバンドを経て、2006年に初のソロ・アルバム『サニー・ムーン』を発表。

### 再評価
1992年、『サブ・ポップ』から、『ダム-ダム』の全曲にシングル曲や未発表曲も追加したコンピレーション盤『ザ・ウェイ・オブ・ザ・ヴァセリンズ』が発売された（日本発売は1998年）。

同年には、ニルヴァーナのコンピレーション盤『インセスティサイド』が発表された。同作は、ヴァセリンズのデビュー曲「サン・オブ・ア・ガン」と、セカンド・シングル収録曲「モリーズ・リップ」のカバーを含む内容で、ヴァセリンズ再評価の引き金となった。

### 再結成
2008年にユージン・ケリーとフランシス・マッキーの2人で再結成し、ライブ活動を行っている。

また、2009年にこれまでリリースした2つのEPとアルバム全曲のリマスターに加えて、デモやライブ音源を収録したベスト盤『エンター・ザ・ヴァセリンズ』を発売している。8月7日（大阪）9日（東京）サマーソニックに出演。2010年に前作から20年ぶりとなるオリジナルアルバム、『セックス・ウィズ・アン・エックス』を発売している。

## メンバー
| 名前                                                | 担当楽器                   | 在籍期間                             |
| --------------------------------------------------- | -------------------------- | ------------------------------------ |
| ユージン・ケリー （英語: Eugene Kelly）             | ボーカル ギター ハーモニカ | 1986年 - 1990年 2006年 2008年 - 現在 |
| フランシス・マッキー （英語: Frances McKee）        | ボーカル ギター            | 1986年 - 1990年 2006年 2008年 - 現在 |
| マイケル・マクガウラン （英語: Michael McGaughrin） | ドラムス                   | 2009年 - 現在                        |
| グレアム・スマイリー （英語: Graeme Smillie）       | ベース キーボード          | 2014年 - 現在                        |
| カーラ・イーストン （英語: Carla Easton）           | キーボード                 | 2017年 - 現在                        |

| 名前                                                | 担当楽器 | 在籍期間        |
| --------------------------------------------------- | -------- | --------------- |
| ジェームス・シーナン （英語: James Seenan）         | ベース   | 1987年 - 1990年 |
| チャーリー・ケリー （英語: Charly Kelly）           | ドラムス | 1987年 - 1990年 |
| スティーヴィー・ジャクソン （英語: Stevie Jackson） | ギター   | 2008年 - 2014年 |
| ボビー・キルデア （英語: Bobby Kildea）             | ベース   | 2008年 - 2014年 |
| ポール・フォーリー （英語: Paul Foley）             | ギター   | 2010年 - 2011年 |
| ガレス・ラッセル （英語: Gareth Russell）           | ベース   | 2010年 - 2011年 |
| スコット・パターソン （英語: Scott Paterson）       | ギター   | 2014年 - 2016年 |

## 作品

### オリジナルアルバム
- ダム・ダム - Dum-Dum （1989年、ラフ・トレード・レコード）
- セックス・ウィズ・アン・エックス - Sex with an X （2010年、サブ・ポップ）
- ヴィ・フォー・ヴァセリンズ - V for Vaselines （2014年、ロザリー・ミュージック）

### コンピレーションアルバム
- The Vaselines / Beat Happening - Recorded Live In London, England 1988 （1991年、 K Records）
- ザ・ウェイ・オブ・ザ・ヴァセリンズ:コンプリート・ヒストリー - The Way of the Vaselines: A Complete History （1992年、サブ・ポップ）
- オール・ザ・スタッフ・アンド・モア - All the Stuff and More... （2003年、53rd & 3rd / Avalanche）
- エンター・ザ・ヴァセリンズ - Enter the Vaselines （2009年、サブ・ポップ）

### シングル
- サン・オブ・ア・ガン - Son of a Gun （1987年、53rd & 3rd）
- ダイイング・フォー・イット - Dying for It （1987年、53rd & 3rd）